# Syndipnus atricornis
Syndipnus atricornis là một loài tò vò trong họ Ichneumonidae.